# Coccidotrophus socialis
Coccidotrophus socialis is een keversoort uit de familie spitshalskevers (Silvanidae). De wetenschappelijke naam van de soort werd in 1921 gepubliceerd door Schwarz & Barber.